# Kidderminster

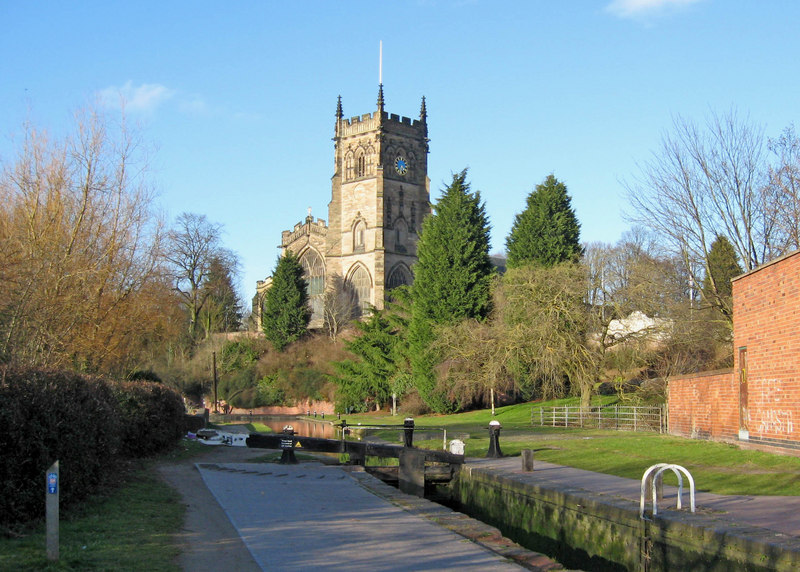
Vista de la Iglesia en Kidderminster.

Kidderminster es una ciudad de 55.348 habitantes en el condado de Worcestershire, distrito de Wyre Forest, región de Midlands del Oeste, en Inglaterra, Reino Unido.

## Ubicación
La ciudad se encuentra a 27 km al suroeste del centro de la ciudad de Birmingham y a unos 24 km al norte del centro de Worcester.

## Historia
En las inmediaciones de lo que hoy es Kidderminster antes vivían los Husmerae, los primeros habitantes, quienes eran una tribu anglosajona mencionada en un documento histórico llamado Ismere Diploma. La ciudad entre los siglos XII y XIII tenía otros nombres, como Kedeleministre o Kideministre.

## Geografía
El Río Stour y el Canal Staffordshire y Worcestershire pasan por el centro citadino de Kidderminster.

## Personalidades ligadas a Kidderminster

### Nacidos en Kidderminster
- William Brinton, fisiólogo
- Walter Nash, político neozelandés

## Ciudad hermanada
- Husum, Alemania.[3]